# Joel (football, 1931)
Pour les articles homonymes, voir Joel.
Joel Antônio Martins dit Joel né le 23 novembre 1931 à Rio de Janeiro et mort le 1er janvier 2003 dans la même ville, est un footballeur international brésilien évoluant au poste de milieu de terrain.

## Biographie
Joel Antônio Martins évolue au sein de trois clubs brésiliens, le Botafogo FR de 1948 à 1950, le Clube de Regatas do Flamengo de 1951 à 1958 puis de 1961 à 1963 et l'Esporte Clube Vitória de 1963 à 1964. Il passe aussi trois saisons en Europe, jouant au club espagnol du Valence CF de 1958 à 1961.
Il est sélectionné en équipe du Brésil de football où il joue quatorze matchs et remporte la Coupe du monde de football de 1958.

## Palmarès
Avec l'équipe du Brésil de football
- Vainqueur de la Coupe du monde de football de 1958.
- Vainqueur de la Taça Oswaldo Cruz (pt) en 1958.

Avec le Clube de Regatas do Flamengo
- Vainqueur du Championnat de Rio de Janeiro de football en 1953, 1954 et 1955.
- Vainqueur du Tournoi Rio-São Paulo de football en 1961.